# Вилхунен, Селма
Се́лма Ви́лхунен (фин. Selma Vilhunen; 1976, Финляндия) — финская кинорежиссёр, сценарист, продюсер. Наиболее известна своим короткометражным фильмом «Почему всё должна делать я?», ставшим номинантом премии «Оскар» (2014), и художественными фильмами «Девочка по имени Варпу» (2016) и «Глупое молодое сердце» (2018). Соучредитель продюсерской компании Tuffi Films Oy. Один из ведущих режиссёров документального кино в Финляндии.

## Биография
Родилась в 1976 году. В 2004 году окончила Академию искусств Университета прикладных наук в Турку.
С 1999 года снимает документальные и короткометражные фильмы.
В 2012 году вышел её художественный короткометражный фильм «Почему всё должна делать я?» (продолжительностью 6,5 минут), который в 2014 году стал номинантом премии «Оскар» за лучший игровой короткометражный фильм. Эта картина стала первой за всю историю кинематографа Финляндии короткометражной картиной, номинированной на эту премию, и всего лишь вторым финским фильмом (после фильма 2002 года «Человек без прошлого» Аки Каурисмяки), номинированным на эту премию в каких-либо номинациях. После этого Вилхунен стала членом киноакадемии США и была приглашена в жюри премии «Оскар» 2015 года.
Её режиссёрским дебютом в художественном полнометражном кинематографе стал фильм «Девочка по имени Варпу», снятый ею по собственному сценарию. Премьера картины состоялась в сентябре 2016 года в Торонто. По мнению канадского критика Дэвида Д’Арси, этот дебют для Вилхунен получился прелестным и реалистичным. В 2017 года фильм стал номинантом финской национальной кинопремии «Юсси» в десяти номинациях (включая две персональные номинации Вилхунен — за лучшую режиссуру и лучший сценарий), победил в одной из них: премию «Юсси» за лучшую женскую роль получила 13-летняя Линнея Ског, исполнительница главной роли. В ноябре 2017 года фильм стал обладателем кинопремии Северного совета — наиболее престижной премии в странах Северной Европы. Жюри кинопремии, обосновывая своё решение о присуждении премии за 2017 года этому фильму, отметило, что Вилхунен с помощью весьма скупых средств смогла передать на экране глубочайшие человеческие чувства, показав, что является неординарным режиссёром и сценаристом.
Следующий фильмом Вилхунен стала документальная картина Hobbyhorse revolution («Революция хоббихорсинга», встречается также другой перевод — «Лошадки на палках: революция»), посвящённая хоббихорсингу — набирающей в последние годы в Финляндии и Швеции подростковой субкультуре катания на деревянных палках-лошадках. Мировая премьера фильма состоялась 31 марта 2017 года на кинофестивале в Тампере; на этом фестивале фильм получил две награды, включая главный приз. В 2018 году этот фильм стал лауреатом национальной премии «Юсси» в номинации «Лучший документальный фильм».
В 2018 году вышел второй полнометражный художественный фильм Вилхунен — Hölmö nuori sydän («Глупое молодое сердце») с Вилле Хаапасало в одной из главных ролей. На Берлинском кинофестивале 2019 года этот фильм получил «Хрустального медведя», став победителем конкурсной программы детских и юношеских фильмов. Также в 2019 году фильм выдвинут на соискание премии «Оскар» (в номинации «Лучший иностранный фильм»).

## Фильмография
| 2020 | с   | Лучший год                                                              | Paras vuosi ikinä                    | режиссёр            |
| 2018 | ф   | Глупое молодое сердце                                                   | Hölmö nuori sydän                    | режиссёр            |
| 2017 | док | Революция хоббихорсинга                                                 | Hobbyhorse revolution                | режиссёр, сценарист |
| 2016 | ф   | Девочка по имени Варпу                                                  | Tyttö nimeltä Varpu                  | режиссёр, сценарист |
| 2014 | кор | Девушка и собаки                                                        | The Girl and the Dogs                | режиссёр, сценарист |
| 2014 | ф   | Скандинавская фабрика                                                   | Nordic Factory                       | режиссёр            |
| 2014 | док | Песня                                                                   | Laulu                                | режиссёр, сценарист |
| 2013 | док | Дискотека                                                               | Disco                                | режиссёр, сценарист |
| 2012 | кор | Почему всё должна делать я?, или Неужели мне придётся всё делать самой? | Pitääkö mun kaikki hoitaa?           | режиссёр            |
| 2008 | док | Девочки-пони                                                            | Ponitytöt                            | режиссёр, сценарист |
| 2007 | тф  | Пьета                                                                   | Pietà                                | режиссёр, сценарист |
| 2006 | док | Парни                                                                   | Jätkät                               | режиссёр, сценарист |
| 2003 | док | Мои слоники                                                             | Minun pikku elefanttini              | режиссёр, сценарист |
| 2003 | док | Добро пожаловать на шестой день Иракской войны                          | Welcome to the Day 6 of the Iraq War | режиссёр, сценарист |
| 2002 | кор | Пересечение                                                             | Risteys                              | режиссёр            |
| 2001 | кор | Золотой карась                                                          | Ruutana                              | режиссёр, сценарист |
| 1999 | док | День с отцом                                                            | Päivä isän kanssa                    | режиссёр, сценарист |
| 1999 | док | Этот момент                                                             | Tämä hetki                           | режиссёр, сценарист |

## Семья
Замужем, имеет дочь, проживает в Хельсинки.